# Tulio Díaz
Pour les articles homonymes, voir Diaz.
Tulio Díaz Babier, né le 1er juin 1960, est un escrimeur cubain. Il pratique le fleuret en compétition. 

## Carrière
Après avoir fait partie de l'équipe cubaine victorieuse aux Jeux panaméricains de 1983, Tulio Díaz s'illustre en individuel aux championnats du monde de 1986 à Sofia en remportant une médaille d'argent derrière l'italien Andrea Borella. Lors des Jeux panaméricains suivants, il fait de nouveau partie de l'équipe qui défend avec succès son titre acquis quatre ans plus tôt, et acquiert une médaille d'argent en individuel contre son compatriote Guillermo Betancourt. 
Au début des années 1990, l'escrime cubaine s'inscrit au sommet de la hiérarchie mondiale. En 1991, l'équipe de fleuret cubaine, dont Díaz fait partie, devance les grandes nations européennes, Allemagne et France, pour décrocher l'or mondial. L'équipe allemande sera la principale rivale des cubains, aux Jeux de 1992 à Barcelone. Après un parcours difficile, marqué par une victoire étriquée contre la Grande-Bretagne en poule (8-7), puis contre la Corée du Sud (8-8, victoire aux touches données) et la Pologne (9-7) en quarts et demi-finale respectivement, les cubains retrouvent l'Allemagne en finale et s'inclinent sur le score de 8-8, défaite aux touches données.

## Palmarès
- Jeux olympiques
  -  Médaille d'argent par équipes aux Jeux olympiques de 1992 à Barcelone

- Championnats du monde d'escrime
  -  Médaille d'or par équipes aux championnats du monde d'escrime 1991 à Budapest
  -  Médaille d'argent aux championnats du monde d'escrime 1986 à Sofia

- Jeux panaméricains
  -  Médaille d'or par équipes aux Jeux panaméricains de 1983 à Caracas
  -  Médaille d'or par équipes aux Jeux panaméricains de 1987 à Indianapolis
  -  Médaille d'argent aux Jeux panaméricains de 1987 à Indianapolis

## Note
1. ↑  Les scores sont donnés en nombres d'assauts remportés